# Soós Ferenc (tanár)
Soós Ferenc (Miskolc, 1935. április 5. – Miskolc, 2021. június 17.) aranydiplomás tanár, egyetemi adjunktus, természetjáró, túraszervező és -vezető.

## Életútja

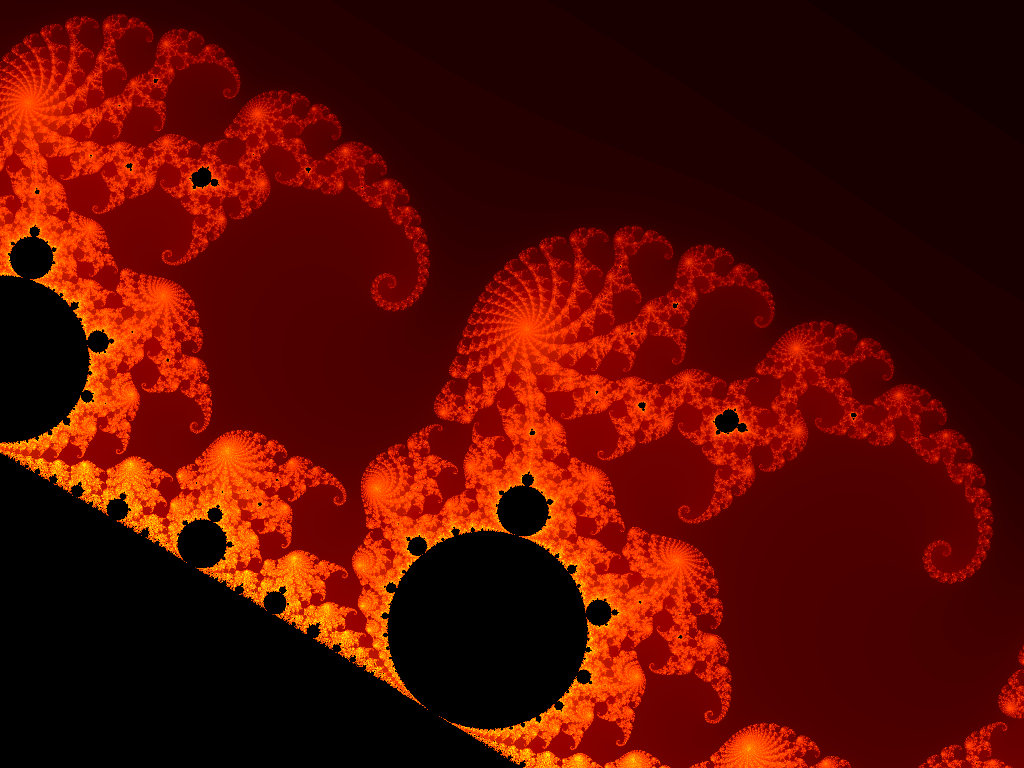
Mandelbrot-halmaz

Középiskolai tanulmányait a miskolci Lévay József Református Gimnáziumban (1953-tól Földes Ferenc Gimnázium) végezte, ahol 1954-ben érettségizett, 1958-ban matematika-fizika tanári diplomát szerzett az Eötvös Loránd Tudományegyetemen. Első munkahelye, a miskolci Kilián György Gimnáziumban volt (ma Diósgyőri Gimnázium), ahol nappali és esti tagozaton is tanított, közben egy ipari technikumban is dolgozott óraadóként.
1965 és 1975 között egy miskolci ipari intézményben, a Tüzeléstechnikai Kutatóintézetben (TÜKI) dolgozott, amely az akkori Kohó- és Gépipari Minisztériumhoz tartozott. A miskolci Egyetemváros területén található intézetben írta meg a lángvizsgálatokról szóló doktori disszertációját, amit az Eötvös Loránd Tudományegyetemen védett meg 1972-ben. A TÜKI-ben született meg a szabadalmaztatott találmánya – a digitális sokcsatornás hibajelképző (1971) –, amire 1973-ban kapta meg a szabadalmi oltalmat. A szabadalom nyugat-németországi együttműködésre adott lehetőséget; a magyar szakemberek integrált áramkörök segítségével automatizált, újdonságnak számító égőket készítettek, ezekből 80-90 darab állt üzembe világszerte.
A TÜKI után Kazincbarcikán tanított a NME Vegyipari Automatizálási Főiskola irányítástechnikai tanszékén. 1980-tól a Miskolci Egyetem Matematikai Intézetébe került, ahol nyugdíjazásáig oktatott (1995). Nyugdíjasként a miskolci Fényi Gyula Jezsuita Gimnáziumban, később a Lévay József Református Gimnáziumban tanított. A jezsuita gimnázium első tanári karának volt a tagja. Nyugdíjasként, 2013-ban, egy évig újra a Lévayban tanított.
1984-ben megkapta a Kalmár-díjat, amely a Neumann János Számítógép-tudományi Társaság második legnagyobb kitüntetése. A díj, amelyet 1976 óta adományoz a társaság, Kalmár Lászlóról a Szegedi Tudományegyetem professzoráról kapta a nevét, akit Magyarországon a kibernetikai tudományok atyjaként tartanak számon. A díjat a számítástudomány gyakorlati felhasználásában jeleskedő szakemberek kapják. Soós Ferenc „a számítástechnikai kultúrának a tanuló ifjúság körében való elterjesztéséért, az oktatás területén végzett munkájáért részesült Kalmár díjban.”
1999-ben pedig Seregély István egri érsektől vette át a Szent Gellért-díj arany fokozatát, a katolikus közoktatásban végzett kiemelkedő munkája elismeréseként. Az ELTE TTK Kari Tanácsának 2008. szeptember 24-én kelt határozata alapján jubileumi arany diplomát kapott mint matematika-fizika tanár.

### Természetjárás

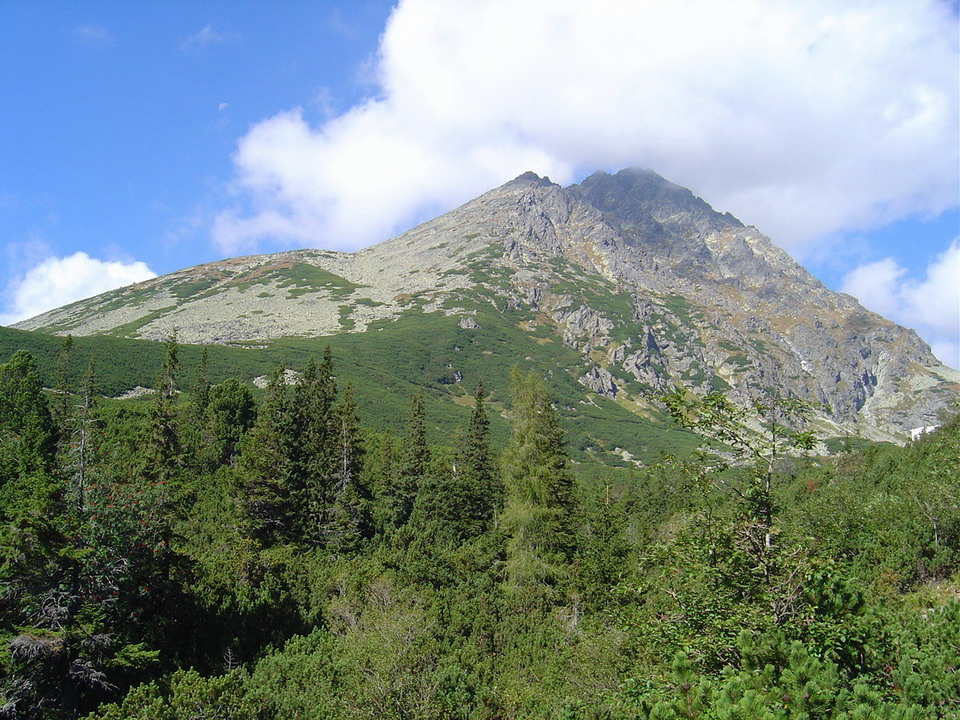
Gerlachfalvi-csúcs (2655 m)

Sportéletének egyik meghatározó élménye volt az, amikor 1956 augusztusában az ELTE Tájfutó Szakosztályával három hetet töltött a Magas-Tátrában. Aktívan részt vett a Miskolci Pedagógus Természetjáró Szakosztály munkájában, eredményesen szerepelt a hagyományos Herman Ottó emlékversenyeken és a Pedagógus Természetjárók Országos Találkozóin megrendezett tájékozódási versenyeken.
A nyolcvanas és kilencvenes években a Miskolci Egyetem Természetjáró Szakosztályát vezette. Ebben a két évtizedben három-négyhetente, fáradhatatlanul szervezte a kirándulásokat a Bükk-vidékre vagy az ország távolabbi pontjaira, pl. a Mátrába, a Zemplénbe. Számos nyári túrát szervezett a Tátrába (1988, 1991, 1994, 1997, 2003), Erdélybe (1987, 1990, 1993, 1996) és az Alpokba (1986, 1989, 1992, 1995, 1998, 2001, 2004), főleg a Kelet-Tirolban található Hohe Tauern Nemzeti Parkba (Großvenediger (3662 m), Großglockner (3798 m)). Több száz egyetemi hallgató, kolléga, illetve azok családtagjai, ismerősei vettek részt ezeken a felejthetetlen nyári túrákon. Nyugdíjasként, miközben miskolci gimnáziumokban tanított, továbbra is vezetett túrákat. A miskolci jezsuita gimnáziumban ő teremtette meg a Tátra-túra hagyományát.
45 éves koráig aktív tájékozódási futó versenyző volt.

### Karitatív tevékenysége
Soós Ferenc a Magyar Máltai Szeretetszolgálat miskolci csoportjának tagja volt. Elkészítette a csoport számítógépes nyilvántartását és rendszeresen közreműködött az egész Kárpát-medencei magyarságot segítő akciókban.

### Egyéb
A Magyar Nemzeti Levéltár B.-A.-Z. Megyei Levéltárának „Velünk élő emlékezők” beszélgetés sorozatának vendégeként 2018. október 4-én osztotta meg emlékeit a Kádár-korszak hétköznapjairól. Ezeket az évtizedeket tanárként élte meg, a hatalom képviselőivel számos konfliktusa volt a magyarsága felvállalásáért. A beszélgetés során a hallgatóság megtudhatta, hogy miként ellenőriztek egy egyetemi oktatót, aki ellenzéki volt a múlt század 70-es és 80-as éveiben, rendszeresen túrákat vezetett Felvidékre és Erdélybe.

### Halála

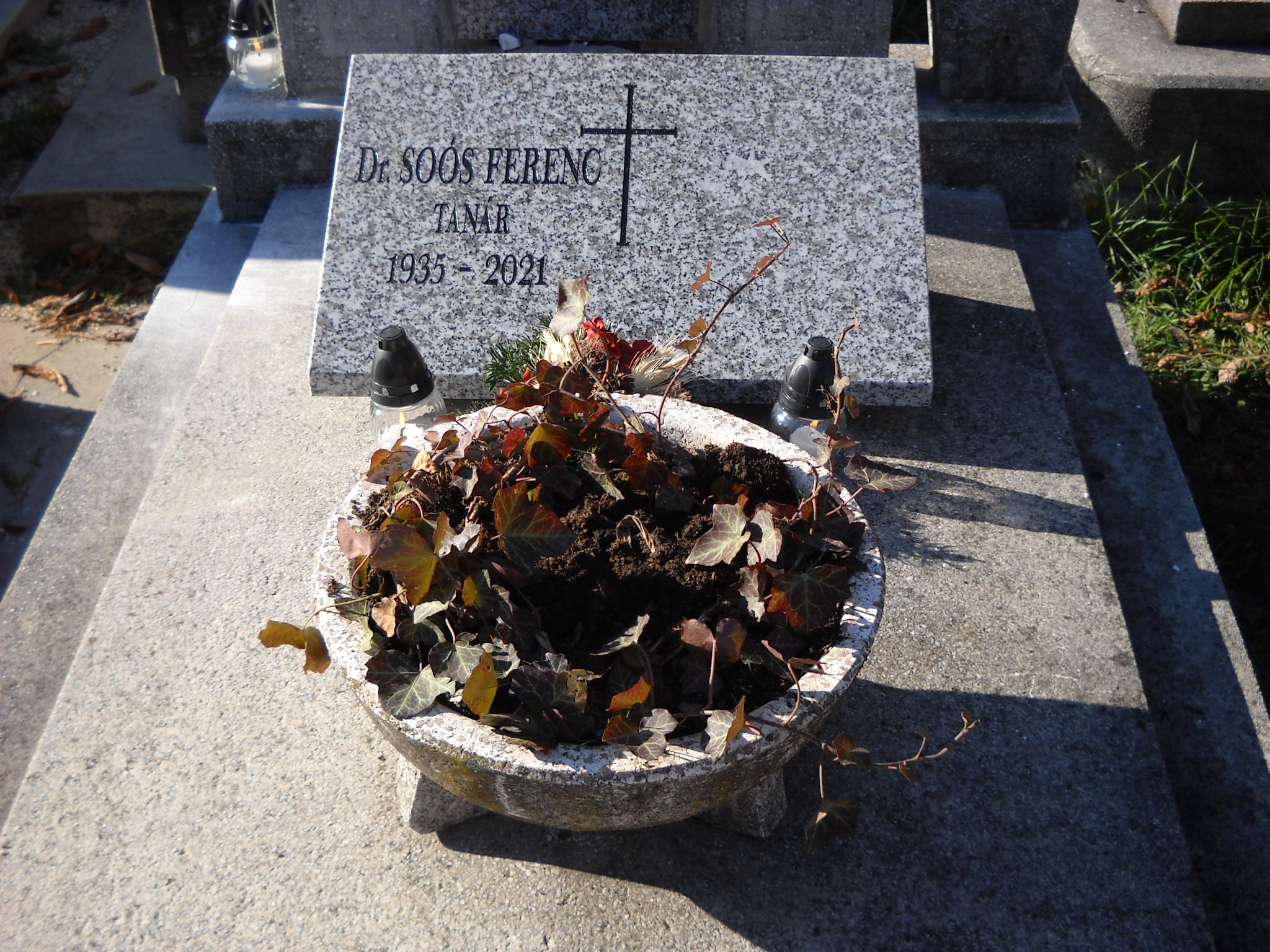
Sírja

Életének 87. esztendejében hunyt el. 2021. június 23-án a miskolci Mindszenti temető katolikus részében helyezték örök nyugalomra (4. parcella 18/6. sír).

## Ars vitae
Megtanultam, hogy mit jelent nincstelennek, éhesnek, többszörösen kiszolgáltatottnak lenni. Ráadásul mindezt elfogadtam és átéltem, mint elkerülhetetlent, de nem beletörődéssel, nem tragédiaként, hanem sokszor egy nagy kalandként, nem véres küzdelemként, és soha, de soha nem adva fel.

## Díjak
- Kalmár-díj (1984)[23]
- Miskolci Egyetem Gépészmérnöki Karának Emlékérme (1989)[24]
- Szent Gellért-díj arany fokozata (1999)[25]
- Miskolci Pro Urbe kitüntető cím (2013)[26][27]

## Művei
- A rendszerszervezés matematikai alapjai 1. Budapest, Tankönyvkiadó, 1978
- A modellanalízis alapjai. Budapest, Tankönyvkiadó, 1979
- Rendszerszervezési ismeretek. Budapest, Tankönyvkiadó, 1980
- Számítástechnikai alapismeretek. Budapest, Tankönyvkiadó, 1985
- Számítástechnika 1. Budapest, Tankönyvkiadó, 1985
- Számítástechnika 2. Budapest, Tankönyvkiadó, 1986
- Számítástechnika 3. Budapest, Tankönyvkiadó, 1986
- FORTRAN-nyelv: numerikus eljárások (példatár). Budapest, Tankönyvkiadó, 1988
- Fraktálok. Miskolci Egyetem, 1992
- Számítástechnika az 5. osztályos tanulók részére. Miskolc, 1998
- Rekurziós kísérletek. 2017

- Természetjárás a Miskolci Egyetemen: '80-as és '90-es évek (szerk. Soós Ferenc). Miskolc, Micropress, 2001
- Magas-Tátra. Miskolc, Bíbor Kiadó, 2002[28]
- Az életem tizedik éve, 1944-45. Miskolc, 2011 ISBN 978 963 08 2847 5
- 1956, 1957, 1958. Miskolc, Z-Press, 2012 ISBN 978 963 08 4887 9
- Élet-lelet-tár. Miskolc, 2013[29] ISBN 978 963 08 8115 9
- Lilike: képeskönyv. Miskolc, 2014[30] ISBN 978 963 12 1091 0
- Szívünkhöz közeli tájak: a Gömör-Tornai-karszt. Miskolc, 2015 (2. bővített kiadás: 2016) ISBN 978-963-12-4873-9
- Szívünkhöz közeli tájak: a Tátra. Miskolc, 2016[31] ISBN 978-963-12-7354-0

### Cikkei
- Tüzelőberendezések folyamatos szabályozása. Ipari energiagazdálkodás. – 11. (1970) 1. , p. 11-18.
- Villamos modellezés a tüzelőberendezések kialakításának szolgálatában. Ipari energiagazdálkodás. – 11. (1970) 12. , p. 572-576.
- Tüzelőberendezések vezérlése integrált elektronikával. Ipari energiagazdálkodás. – 14. (1973) 2. , p. 66-70.

- Az iskolai kirándulások, Honismeret, 2008, 1. szám, 16-26. Honismeret
- Tanulmányi kirándulások szerepe a katolikus középiskolában, Miskolc, 2002[32]
- Gondolatok a tehetségről és a tehetséggondozásról, Fényi Gyula Miskolci Jezsuita Gimnázium évkönyve 2000/2001, 24-28.[33]

## Nyári túrák
Kelet-Tirol

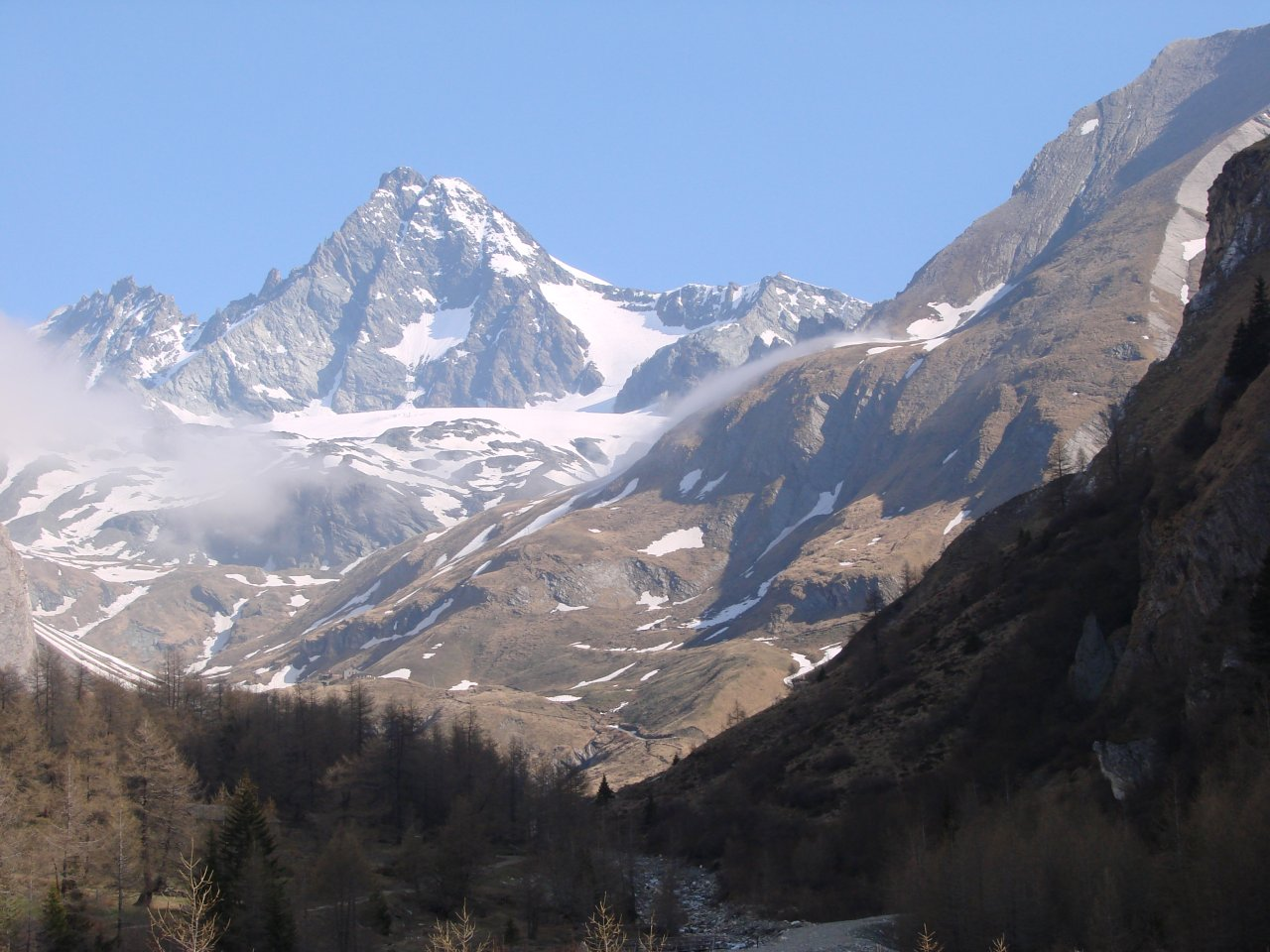
Großglockner délről
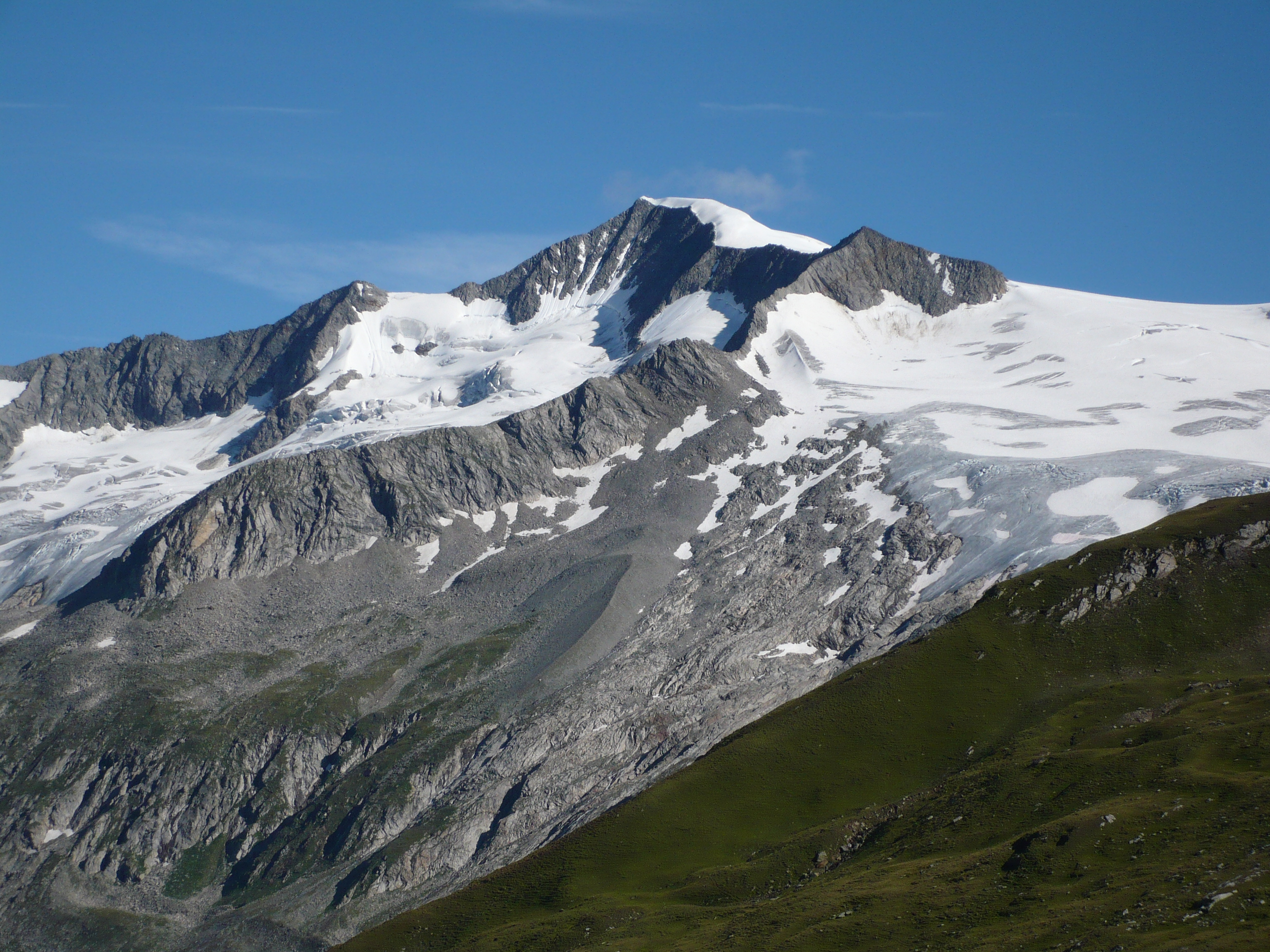
Großvenediger
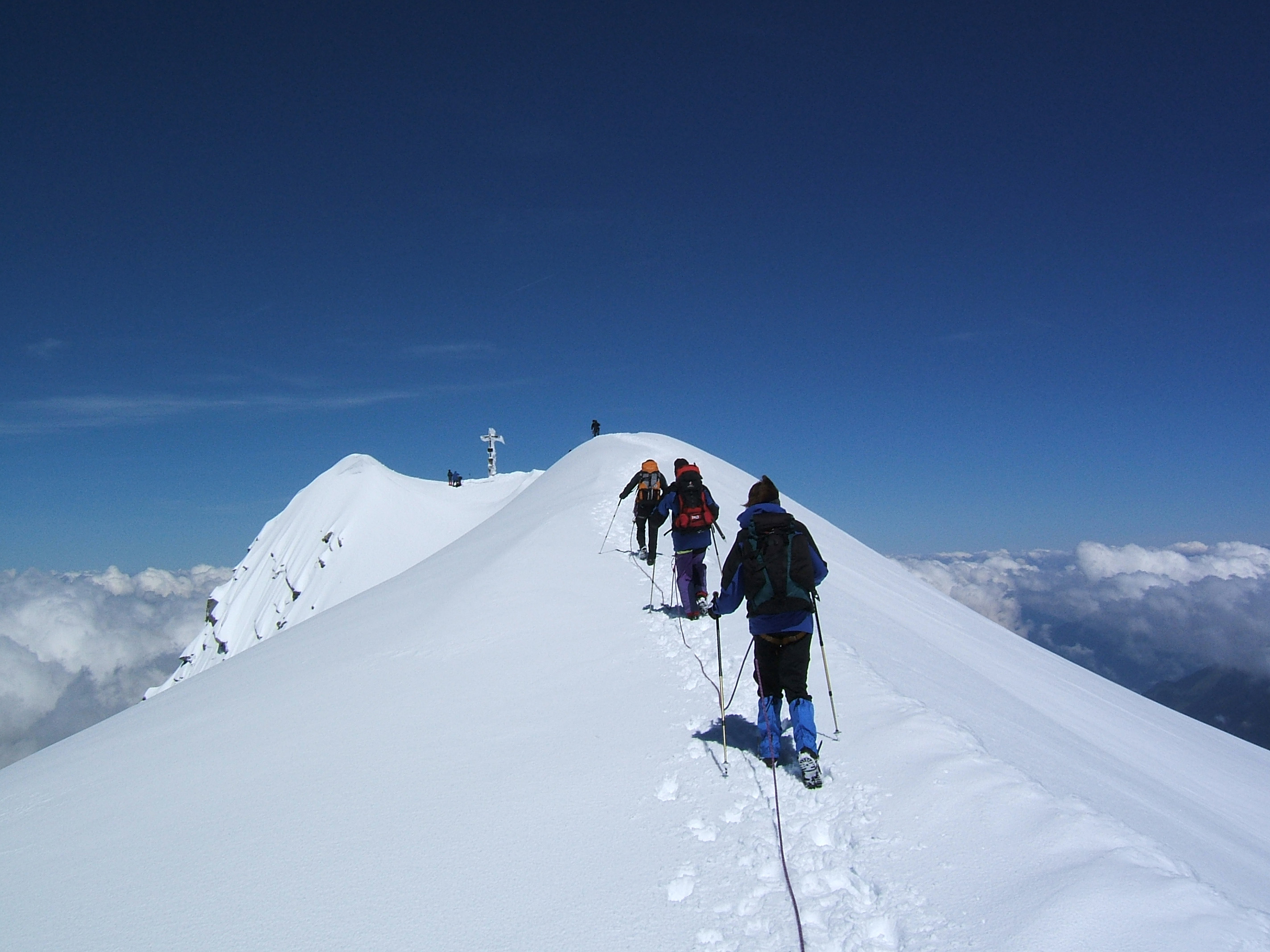
Csúcsélmény (Venediger)
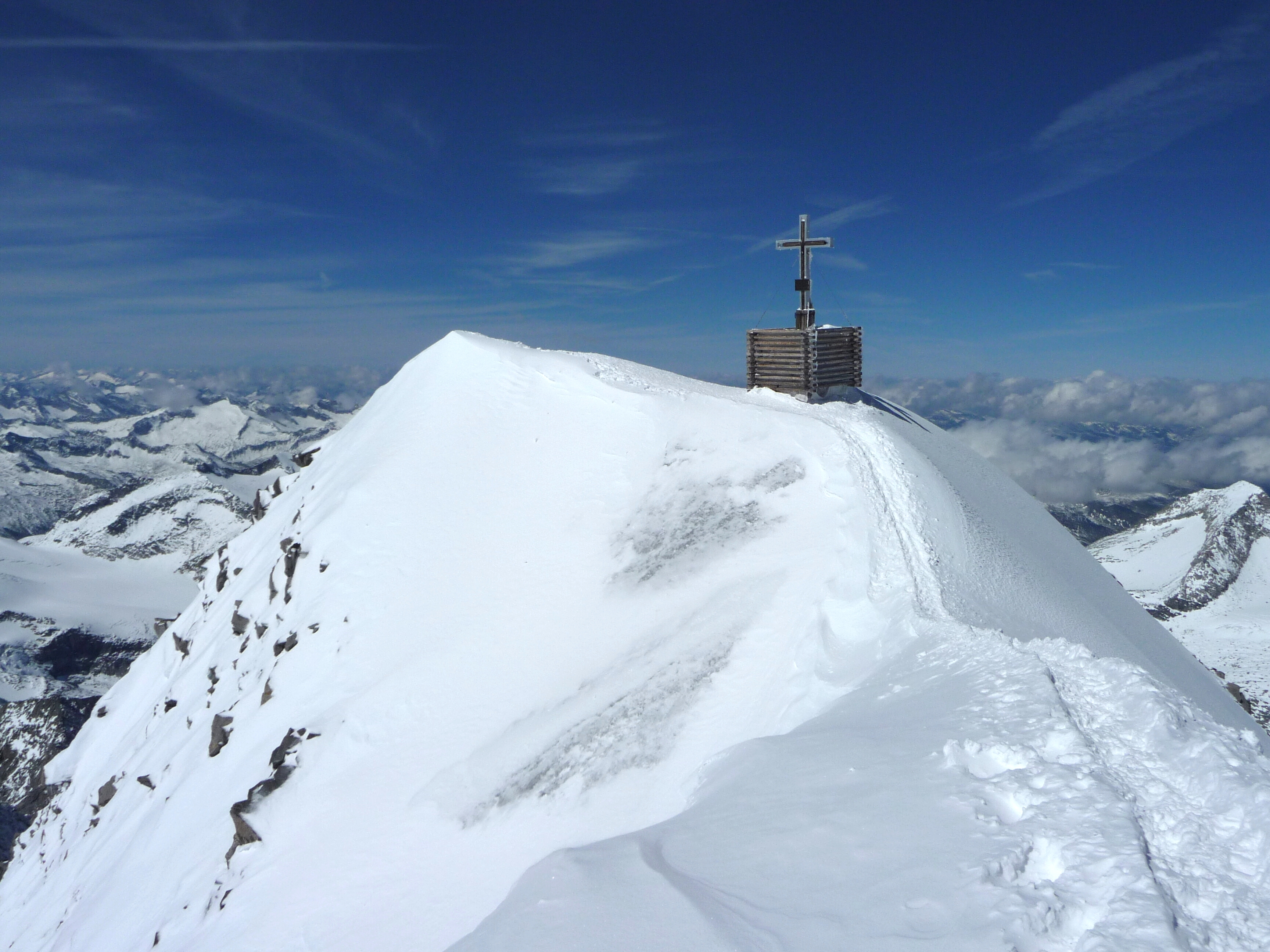
Venediger
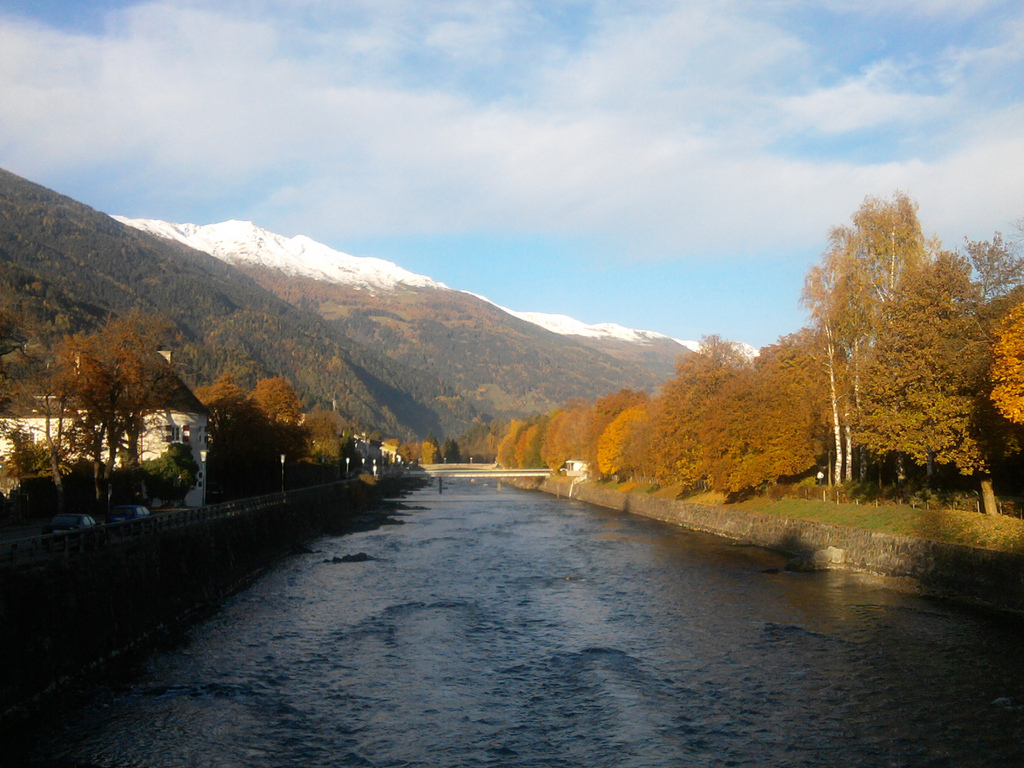
Lienz

### Videók
- Torricelli előkészítés – Lévay Labor fizika. youtube.com. (Hozzáférés: 2023. június 6.)
- Torricelli kísérlet számítással. youtube.com. (Hozzáférés: 2023. június 6.)